# Южное городское поселение
Южное городско́е поселе́ние — муниципальное образование в Нагайбакском районе Челябинской области Российской Федерации.
Административный центр — рабочий посёлок Южный.

## История
Южный поселковый Совет народных депутатов и его исполнительный комитет начал деятельность с 1962 года в связи с открытием рудника Южный.
Статус и границы городского поселения установлены Законом Челябинской области от 9 июля 2004 года № 245-ЗО «О статусе и границах Нагайбакского муниципального района, городского и сельских поселений в его составе».

## Население
| 2002  | 2009  | 2010  | 2011  | 2012  | 2013  | 2014  |
| ----- | ----- | ----- | ----- | ----- | ----- | ----- |
| 2159  | ↘1751 | ↗1995 | ↘1990 | ↘1912 | ↘1887 | ↘1830 |
| 2015  | 2016  | 2017  | 2018  | 2019  | 2020  | 2021  |
| ↘1786 | ↘1746 | ↗1749 | ↘1742 | ↘1696 | ↘1694 | ↘1514 |

## Состав городского поселения
| № | Населённый пункт | Тип населённого пункта                  | Население |
| - | ---------------- | --------------------------------------- | --------- |
| 1 | Южный            | рабочий посёлок, административный центр | ↘1514     |